# Pierce County (Nebraska)
Pierce County ist ein County im Bundesstaat Nebraska der Vereinigten Staaten. Der Verwaltungssitz (County Seat) ist Pierce.

## Geographie
Das County liegt im Nordosten von Nebraska, ist im Norden etwa 50 km von South Dakota entfernt und hat eine Fläche von 1490 Quadratkilometern, wovon 3 Quadratkilometer Wasserfläche sind. Es grenzt im Uhrzeigersinn an folgende Countys: Cedar County, Wayne County, Madison County, Antelope County und Knox County.

## Geschichte
Pierce County wurde 1856 gebildet. Benannt wurde es nach dem Präsidenten Franklin Pierce.
Fünf Bauwerke und Stätten des Countys sind im National Register of Historic Places eingetragen (Stand 12. Februar 2018).

## Demografische Daten

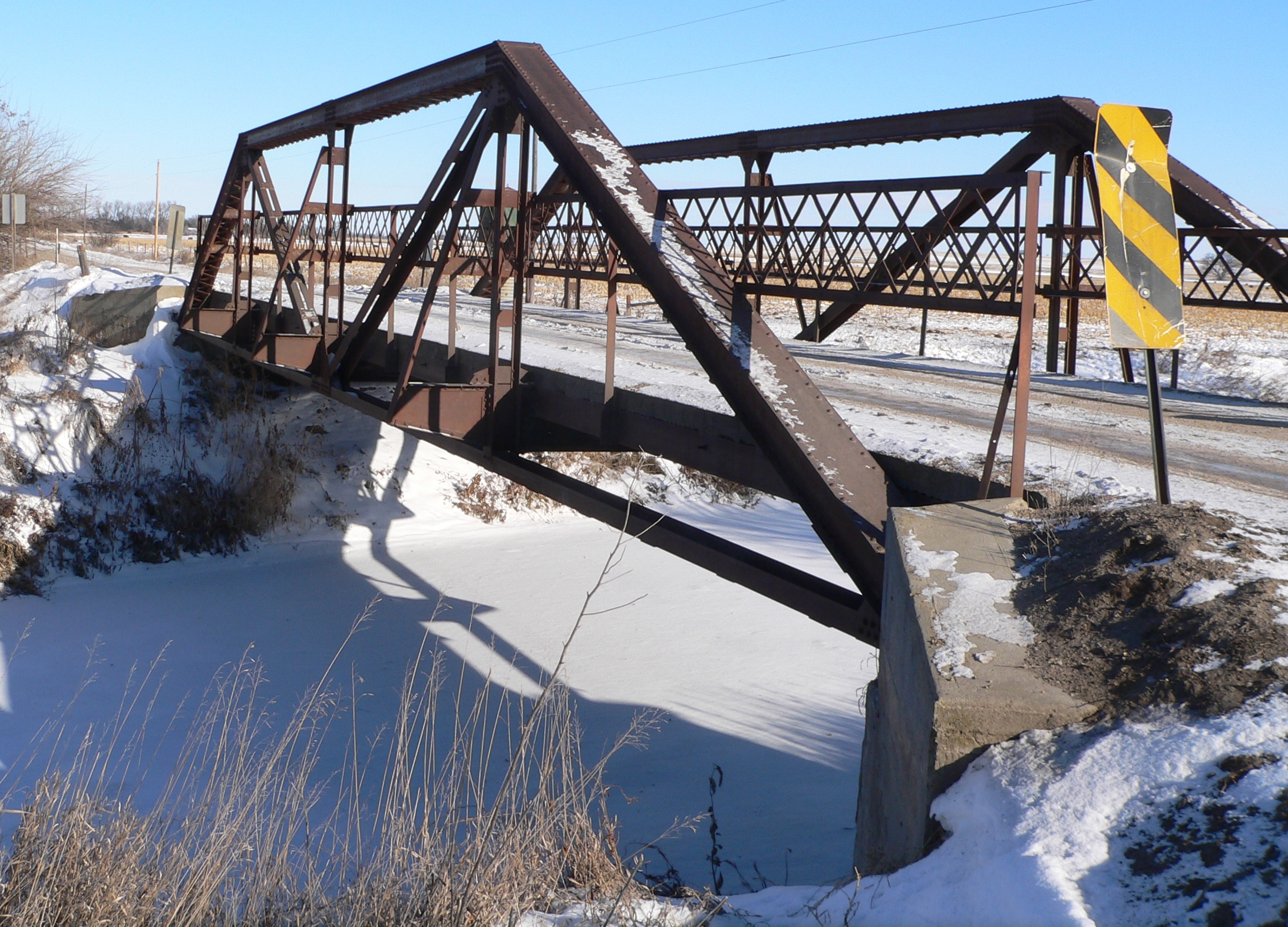
Meridian Highway, gelistet im NRHP

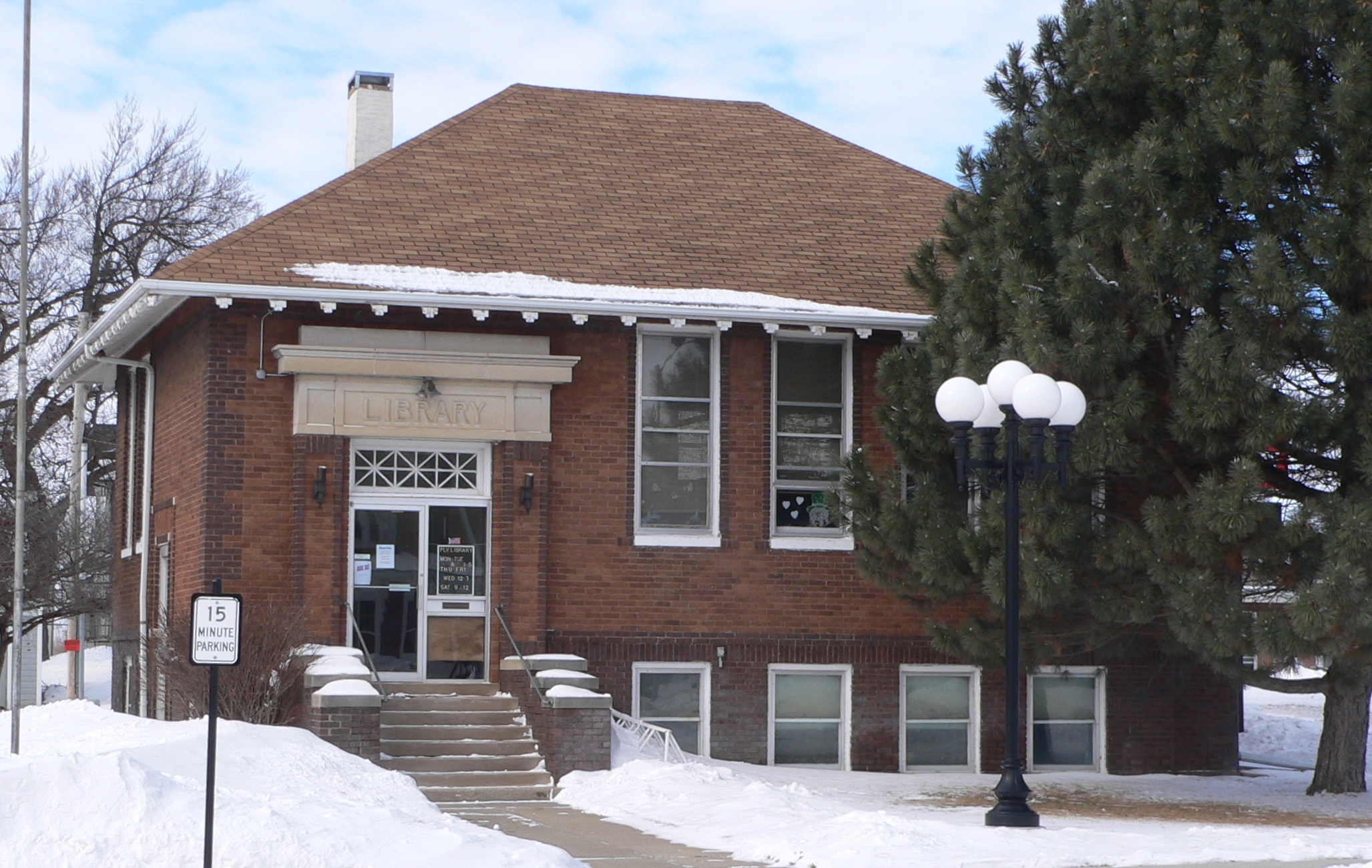
Plainview Carnegie Library, gelistet im NRHP

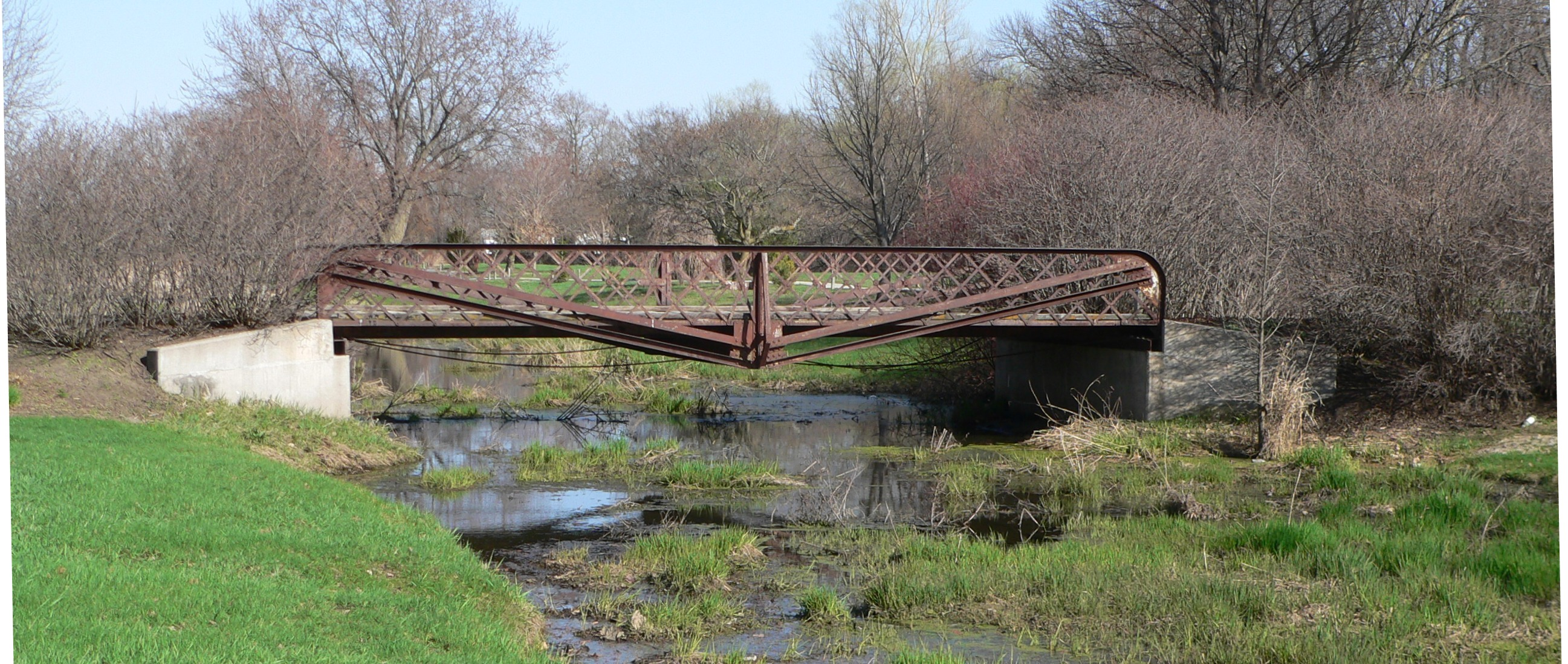
Willow Creek Bridge, gelistet im NRHP

Nach der Volkszählung im Jahr 2000 lebten im Pierce County 7857 Menschen. Davon wohnten 131 Personen in Sammelunterkünften, die anderen Einwohner lebten in 2979 Haushalten und 2141 Familien. Die Bevölkerungsdichte betrug 5 Einwohner pro Quadratkilometer. Ethnisch betrachtet setzte sich die Bevölkerung zusammen aus 98,65 Prozent Weißen, 0,08 Prozent Afroamerikanern, 0,36 Prozent amerikanischen Ureinwohnern, 0,20 Prozent Asiaten, 0,03 Prozent Bewohnern aus dem pazifischen Inselraum und 0,23 Prozent aus anderen ethnischen Gruppen; 0,46 Prozent stammten von zwei oder mehr Ethnien ab. 0,71 Prozent der Bevölkerung waren spanischer oder lateinamerikanischer Abstammung.
Von den 2979 Haushalten hatten 35,3 Prozent Kinder und Jugendliche unter 18 Jahre, die bei ihnen lebten. 63,4 Prozent waren verheiratete, zusammenlebende Paare, 5,7 Prozent waren allein erziehende Mütter, 28,1 Prozent waren keine Familien, 25,7 Prozent waren Singlehaushalte und in 13,7 Prozent lebten Menschen im Alter von 65 Jahren oder darüber. Die Durchschnittshaushaltsgröße betrug 2,59 und die durchschnittliche Familiengröße lag bei 3,14 Personen.
Auf das gesamte County bezogen setzte sich die Bevölkerung zusammen aus 29,0 Prozent Einwohnern unter 18 Jahren, 7,0 Prozent zwischen 18 und 24 Jahren, 26,0 Prozent zwischen 25 und 44 Jahren, 20,9 Prozent zwischen 45 und 64 Jahren und 17,2 Prozent waren 65 Jahre alt oder darüber. Das Durchschnittsalter betrug 38 Jahre. Auf 100 weibliche Personen kamen 100,0 männliche Personen. Auf 100 Frauen im Alter von 18 Jahren oder darüber kamen statistisch 95,1 Männer.
Das jährliche Durchschnittseinkommen eines Haushalts betrug 32.239 USD, das Durchschnittseinkommen der Familien betrug 40.500 USD. Männer hatten ein Durchschnittseinkommen von 26.563 USD, Frauen 20.237 USD. Das Prokopfeinkommen betrug 15.980 USD. 8,8 Prozent der Familien und 11,8 Prozent der Bevölkerung lebten unterhalb der Armutsgrenze. Darunter waren 14,2 Prozent der Kinder und Jugendlichen unter 18 Jahren und 12,9 Prozent der Senioren ab 65 Jahren.

## Orte im County
- Breslau
- Foster
- Hadar
- McLean
- Osmond
- Pierce
- Plainview
- Wee Town